# Administradoras de Fondos para el Retiro
Las Administradoras de Fondos para el Retiro (Afores, oficialmente AFORES) son instituciones financieras de México que administran las cuentas individuales de los trabajadores afiliados al Instituto Mexicano del Seguro Social y al Instituto de Seguridad y Servicios Sociales de los Trabajadores del Estado. Existen nueve privadas y una pública.
Las Afores fueron creadas por la Ley del Seguro Social de 1997 e iniciaron su operación el 1 de julio del mismo año. Su funcionamiento está regulado por la Comisión Nacional del Sistema de Ahorro para el Retiro (CONSAR) y autorizado por la Secretaría de Hacienda y Crédito Público.
Las AFORES son sociedades anónimas de capital variable (S.A. de C.V.). De acuerdo con la Ley de los Sistemas de Ahorro para el Retiro, las AFORES deberán contar con los siguientes órganos de gobierno y funcionarios:
- Consejo de Administración de la AFORES y SIEFORES
- Comité de Inversión de las SIEFORES
- Comité de Riesgos de las SIEFORES
- Consejeros independientes: Expertos en finanzas, economía, derecho o seguridad social que participan en los Comités de Inversiones y Riesgos.
- Contralor normativo: Vigilan que los empleados y funcionarios de las AFORES cumplan con la normatividad externa e interna que sea aplicable.
- Unidad Especializada de Atención al Público: entre otras funciones, atender y responder por escrito las consultas y reclamaciones que presenten los trabajadores y/o patrones.
- Auditor de los Procesos de Registro y Traspasos: entre otras funciones, verificar que las solicitudes de registro y traspaso que se reciban de los agentes promotores, cumplan con los criterios y requisitos mínimos establecidos en la normativa vigente

## ¿Qué es es una afore?
De acuerdo con en el artículo 18 de la Ley correspondiente a los Sistemas de Ahorro para el Retiro, la palabra AFORE, se define como: “Entidades financieras constituidas como sociedades mercantiles que se dedican de manera exclusiva, habitual y profesional a administrar las cuentas individuales y canalizar los recursos de las subcuentas que las integran en términos de las leyes de seguridad social, así como administrar sociedades de inversión".

## ¿Quiénes pueden tener Afore?
Todo trabajador del sector público o privado. Lo único que se requiere es estar dado de alta ante el Instituto Mexicano del Seguro Social (IMSS) o ante el Instituto de Seguridad y Servicios Sociales de los Trabajadores del Estado (ISSSTE).

## Subcuentas y aportaciones de las AFORES
Desde 1997, todos los trabajadores del  sector privado y que cotizan en el IMSS tienen derecho a una cuenta individual en una AFORE, en tanto que los trabajadores del sector público y que cotizan al ISSSTE, cuentan con este derecho desde 2008. Sin embargo, también se pueden afiliar de manera voluntaria los trabajadores independientes.
En las cuentas individuales se depositan las cuotas obrero patronales y estatales correspondientes a los seguros de retiro, cesantía en edad avanzada y vejez, así como sus rendimientos; su finalidad es que los trabajadores puedan contar con una pensión al momento de su retiro. Esta cuenta se divide en 4 subcuentas:
- Retiro, cesantía en edad avanzada y vejez
- Aportaciones voluntarias
- Aportaciones complementaria
- Vivienda, la AFORE sólo informa al trabajador el saldo de la subcuenta, pero esos recursos los administra el INFONAVIT.[2] o FOVISSSTE.

1. Retiro Cesantía y Vejez: en esta se depositan las cuotas y aportaciones obligatorias que realiza el patrón, el gobierno, y el trabajador bimestralmente en caso del IMSS y mensualmente en el caso del ISSSTE.

Las cuotas establecidas en la Ley del ISSSTE son:
|                  | Patrón     | Trabajador | Gobierno    |
| ---------------- | ---------- | ---------- | ----------- |
| Retiro           | 2% SBC     |            |             |
| Cesantía y Vejez | 3.175 %SBC | 6.125% SBC | 0.225% SBC  |
| Cuota Social     |            |            | 5.500 % SM* |

SBC: Salario Base de Cotización
*Actualizado trimestralmente con INPC
SM: Salario mínimo
IMSS: En diciembre de 2019 se reformó la Ley del Seguro Social para incrementar de manera paulatina las aportaciones patronales a las cuentas individuales. Con esta reforma la contribución definida de 6.5% del salario de los trabajadores se incrementará paulatinamente hasta alcanzar 15.0% en 2030.
|                  | Patrón     | Trabajador | Gobierno   |
| ---------------- | ---------- | ---------- | ---------- |
| Retiro           | 2% SBC     |            |            |
| Cesantía y Vejez | 3.150% SBC | 1.125% SBC | 0.225% SBC |
| Cuota social     |            |            | Variable   |

SBC: Salario Base de Cotización
| Salario base de cotización | 2023    | 2024    | 2025    | 2026    | 2027    | 2028    | 2029     | 2030     |
| -------------------------- | ------- | ------- | ------- | ------- | ------- | ------- | -------- | -------- |
| 1.0 SM                     | 3.150 % | 3.150 % | 3.150 % | 3.150 % | 3.150 % | 3.150 % | 3.150 %  | 3.150 %  |
| 1.01 SM a 1.50 UMA         | 3.281 % | 3.413 % | 3.544 % | 3.676 % | 3.807 % | 3.939 % | 4.070 %  | 4.202 %  |
| 1.51 a 2.00 UMA            | 3.575 % | 4.000 % | 4.426 % | 4.851 % | 5.276 % | 5.701 % | 6.126 %  | 6.552%   |
| 2.01 a 2.50 UMA            | 3.751 % | 4.353 % | 4.954 % | 5.556 % | 6.157 % | 6.759 % | 7.360 %  | 7.962 %  |
| 2.51 a 3.00 UMA            | 3.869 % | 4.588 % | 5.307 % | 6.026 % | 6.745 % | 7.464 % | 8.183 %  | 8.902 %  |
| 3.01 a 3.50 UMA            | 3.953%  | 4.756 % | 5.559 % | 6.361 % | 7.164 % | 7.967 % | 8.770 %  | 9.573 %  |
| 3.51a 4.00 UMA             | 4.016 % | 4.882 % | 5.747 % | 6.613 % | 7.479 % | 8.345 % | 9.211 %  | 10.077 % |
| 4.01 UMA en adelante       | 4.241 % | 5.331 % | 6.422 % | 7.513 % | 8.603 % | 9.694 % | 10.784 % | 11.875 % |

1. Aportaciones voluntarias: son aquellas aportaciones adicionales que realiza el trabajador por voluntad propia, esta aportación no tiene límite ni restricciones, y se realiza con la intención de incrementar sus rendimientos. Esta se puede realizar directamente acudiendo a su AFORE, por medios electrónicos o pidiéndole al patrón que realice la aportación, descontándole de su sueldo el monto que desee ingresar por concepto de aportación voluntaria. Si en algún momento se desea disponer de los recursos de esta subcuenta, deberá presentarse a la AFORE correspondiente y tramitar la disposición de recursos, la AFORE deberá darle el acceso de los recursos en un solo pago en un plazo de 15 días.
2. Vivienda en esta subcuenta, el patrón hace la aportación del 5% del salario base de cotización del trabajador, estos recursos son destinados al INFONAVIT en caso de los trabajadores IMSS, y a FOVISSSTE en caso de los trabajadores ISSSTE, por lo que estos mismos institutos se encargan de administrarlos, sin embargo, son reportados por la AFORE en el estado de cuenta. Los recursos de esta subcuenta pueden ser utilizados para solicitar un crédito de vivienda o para elevar el monto de la pensión.
3. Aportaciones complementarias o adicionales: Están destinadas a incrementar el monto de la pensión y las podrán realizar el patrón o el trabajador en cualquier momento. Sólo se puede tener acceso a estos recursos hasta que llegue el momento del retiro.

## Administración e inversión de los recursos
Las AFORES tienen su fundamento legal en el artículo 175 de la Ley del Seguro Social, publicada en el Diario Oficial de la Federación(DOF) del 21 de diciembre de 1995, y que entró en vigor el 1 de enero del año en curso: "La individualización y administración de los recursos de las cuentas individuales para el retiro, estarán a cargo de las Administradoras de Fondos para el Retiro". Su supervisión está a cargo del Consar. En el 2021 en el análisis de sostenibilidad del sistema, cuando se cumplan 24 años de dicha reforma, se comprobó que sólo el 7% de las personas cumplía con los requisitos para pensionarse (1,250 semanas y la edad de retiro de 65 años) y que cotizó en el IMSS, recibirá una pensión tan baja que deberá solicitar la que da el gobierno federal que es la Pensión Mínima Garantizada.
De igual manera proporcionan información sobre el SAR, cuentan con una unidad especializada de atención al público, efectúan traspasos de cuentas individuales.
Las inversiones de estos recursos están a cargo de las Sociedades de inversión especializadas de fondos para el retiro (SIEFORES). Hasta diciembre de 2019, las AFORES conformaban 4 SIEFORES Básicas donde se asignaban los recursos de los trabajadores de acuerdo con su edad. Dado que este esquema implicaba la liquidación y transferencia de los recursos de los trabajadores una vez alcanzada la edad máxima del grupo, se decidió la migración del régimen de inversión basado en un esquema de multifondos al nuevo esquema de SIEFORES generacionales.
En el régimen de SIEFORES generacionales al trabajador se le asigna una SIEFORE de acuerdo a su año de nacimiento y permanece en ese vehículo durante toda su vida laboral hasta su retiro. 
Entre más jóvenes son los trabajadores, las SIEFORES invierten sus recursos en instrumentos más diversificados que a su vez pueden ofrecer mayores rendimientos, a medida que el trabajador envejece, los instrumentos utilizados son más conservadores. Lo anterior, sin perjuicio de la libertad del trabajador de que pueda solicitar que se le ubique en una SIEFORE distinta a la que corresponda a su generación. Es decir, el trabajador retiene la flexibilidad de escoger las condiciones de riesgo y rendimiento que a su juicio le parezcan más convenientes.
El Régimen de Inversión de las SIEFORES les permite invertir en Instrumentos de Deuda, acciones, bursatilizados, Fideicomisos de Inversión en Bienes Raíces (FIBRAS), Certificados de Capital de Desarrollo (CKD), Certificados Bursátiles Fiduciarios de Proyectos de Inversión (CERPI), coberturas y derivados, entre otros.
Actualmente existen 10 SIEFORES Generacionales:
- SIEFORE Básica inicial
- SIEFORE Básica 95-99
- SIEFORE Básica 90-94
- SIEFORE Básica 85-89
- SIEFORE Básica 80-84
- SIEFORE Básica 75-79
- SIEFORE Básica 70-74
- SIEFORE Básica 65-69
- SIEFORE Básica 60-64
- SIEFORE Básica de pensiones (SB0)

El Rendimiento Neto es el promedio de los rendimientos de corto, mediano y largo plazo que ofrece una SIEFORE por encima del costo de una renta vitalicia. El indicador de Rendimiento Neto incluye la deducción de las Comisiones aplicables. Este indicador refleja el desempeño pasado obtenido por las inversiones en cada SIEFORE. La CONSAR publica cada mes la actualización de este Indicador en su página de internet para que los trabajadores puedan revisarlo de acuerdo a su AFORE y su SIEFORE:

## Comisiones en las AFORES
Para que las Administradoras de Fondos cubran los costos derivados de operación que esencialmente incluyen los costos de administrar e invertir los recursos, de servicios al cliente (registros y envíos de estados de cuenta), de promoción y mercadeo y de cumplimientos de la regulación, estas tienen la facultad de cobrar una comisión al trabajador o cuentahabiente. Dado que las comisiones se expresan como porcentaje del saldo, y generalmente dicho número es “pequeño”, muchos ahorradores asumen que la comisión tendrá un impacto menor en el saldo de su cuenta de ahorro pensionario. Nada más alejado de la realidad. Por tanto, entre mayor sea la comisión que cobra una AFORE, menor será la pensión de un ahorrador (para un nivel de rendimientos iguales).
La estructura de comisiones de las AFORE ha evolucionado a lo largo del tiempo. En un inicio, se permitía el cobro de distintas comisiones: sobre el saldo de la cuenta, sobre el flujo, es decir, sobre las aportaciones que iban ingresando a la cuenta, y/o sobre el rendimiento obtenido. El cálculo de estas comisiones era distinto para cada AFORE, y por lo tanto la comparación de comisiones entre trabajadores no era sencilla y dificultaba su decisión de elección. Por lo anterior, se modificó la Ley en 2008 y se optó por una mayor transparencia para facilitar la toma de decisiones del trabajador, estableciendo un régimen de cobro de comisión única sobre el saldo ahorrado.
Desde 2010, a raíz de una modificación de Ley en el Congreso de la Unión, la Junta de Gobierno de la CONSAR tiene la facultad de aprobar las comisiones que cada AFORE tiene contemplado cobrar para el año venidero. Para ese proceso, cada AFORE está obligada a presentar su propuesta de comisiones durante los primeros diez días hábiles del mes de noviembre del año en curso. La Junta de Gobierno deberá resolver sobre la propuesta de las AFORE antes del último día hábil de diciembre.
Con la reforma de 2019, la CONSAR tiene facultades para determinar el monto máximo de comisión que pueden cobrar las AFORES con base el promedio aritmético de la Comisión en Chile, Colombia y Estados Unidos.
La CONSAR publica año con año las comisiones que cobra cada una de las Afores en el siguiente apartado: https://www.gob.mx/consar/es/articulos/comisiones-vigentes-en-2022?idiom=es

## Afores existentes
Hasta enero de 2022
- Afore Azteca
- Citibanamex Afore
- Afore Coppel
- Inbursa Afore
- SURA
- InverCap
- PensionISSSTE
- Principal
- Afore Profuturo
- Afore XXI Banorte

### Afores desaparecidas
El 7 de mayo de 2018, MetLife se fusiona con Principal Afore dejando un total de 10 Afores existentes en el país.